# 熨波洲

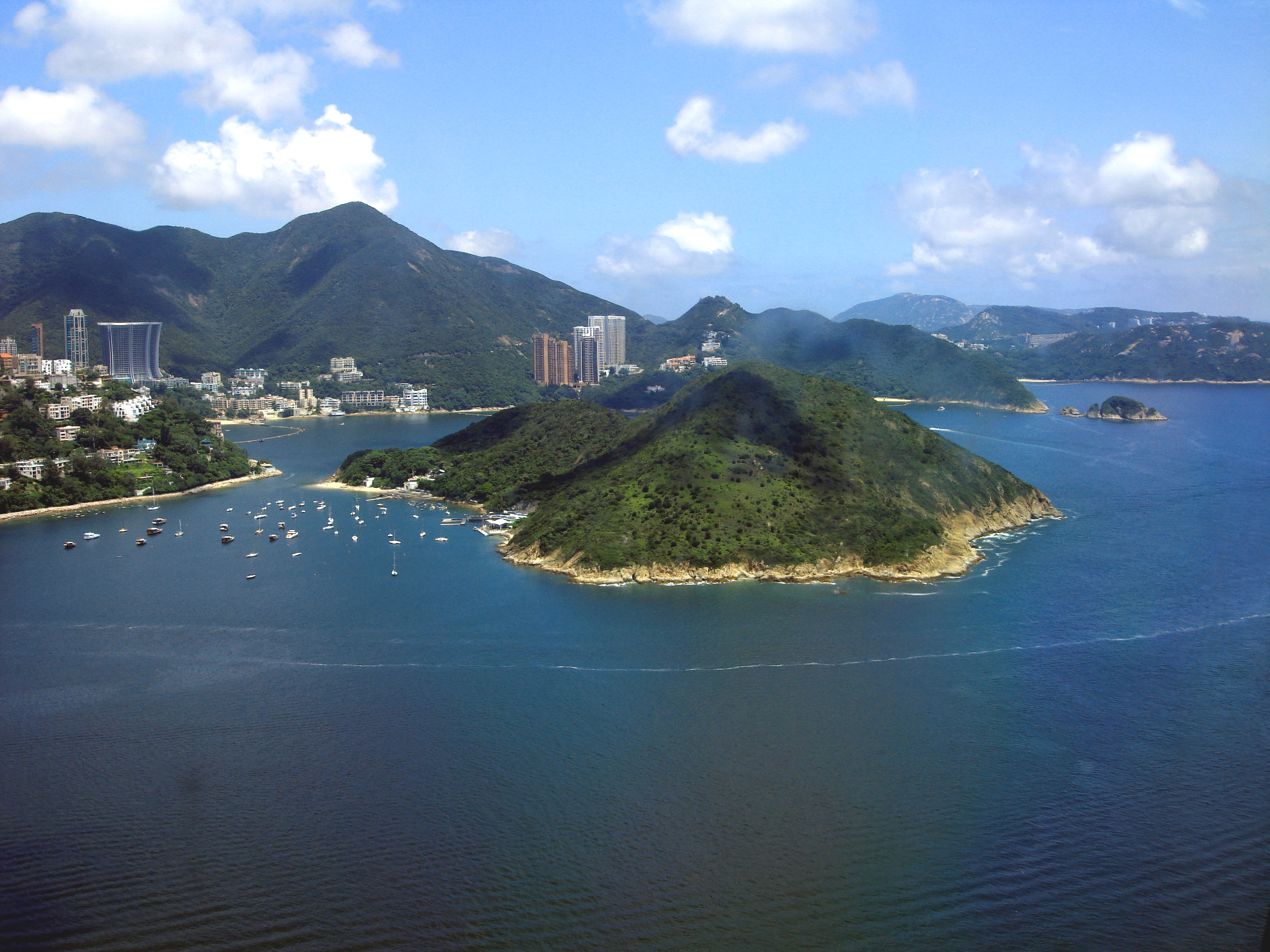
レパルスベイとディープウォーターベイに囲まれている熨波洲

熨波洲（トンポーチャウ、英語：Middle Island、元名：銀洲）は、香港香港島南区にある島である。香港有名なリゾットレパルスベイとディープウォーターベイの間に位置する。殆ど無人島であるが、島に廟がある。